# Ншо-чи
Ншо-чи (на езика на апачите: „Красива зора“) е героиня от роман на Карл Май.
Тя е индианка от племето апачи, сестра на Винету и дъщеря на Инчу-чуна. Описана е като много добра, ловка и смела индианка.
Заедно с баща си Инчу-чуна е убита от каубоя Сантър. След това дивачество от страна на Сантър той е преследван от Винету и от Олд Шетърхенд. Накрая Сантър е погубен от фитила който той сам е запалил(виж. Винету III).